# Ministerio de Hacienda (Azerbaiyán)

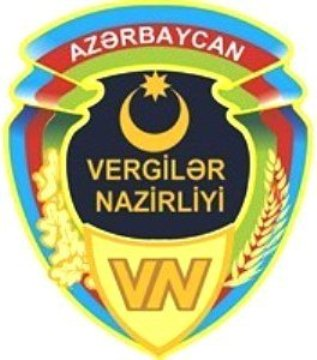
Logo

Ministerio de Hacienda de la República de Azerbaiyán (en azerí: Azərbaycan Respublikası Vergilər Nazirliyi) es un órgano central de poder ejecutivo, que garantiza la realización de política fiscal de Azerbaiyán. El ministro de Hacienda desde 5 de diciembre de 2017 es Mikayil Jabbarov. 

## Historia
El primer órgano fiscal en la historia de Azerbaiyán independiente fue la Inspección fiscal y fue creado el 17 de junio de 1919 en la República Democrática de Azerbaiyán por la disposición del parlamento de Azerbaiyán.
En los años entre 1920 y 1991 los asuntos fiscales se regulaban por legislación fiscal de la Unión Soviética. En 1990 en la composición del Ministerio de Finanzas de Azerbaiyán fue establecido el Servicio fiscal de Estado. 
En octubre de 1991 con el objetivo de modernización del sistema de supervisión el cumplimiento de la legislación fiscal el Servicio fue reorganizado a la Inspección fiscal principal del Estado. 
Por el decreto del Presidente de la República de Azerbaiyán del 11 de febrero de 2000 la Inspección fiscal principal del Estado fue eliminado y fue establecido el Ministerio de Hacienda de la República de Azerbaiyán. La actividad del ministerio está reglamentada por el decreto N.º 454 de Presidente de la República de Azerbaiyán del 29 de marzo de 2001.

## Estructura
- Aparato     del Ministerio
- Administraciones     tributarias territoriales
- Ministerio de impuestos de Najicheván
- Administración fiscal territorial de Najicheván
- Administraciones     tributarias territoriales
- Dirección general de políticas fiscales e investigaciones estratégicas
- Administración general de auditoría fiscal
- La Dirección principal de la seguridad interior
- La Dirección general de la organización del registro de las personas     jurídicas comerciales y el análisis económico
- Oficina     de control operacional
- Gestión de las relaciones internacionales
- Oficina de servicios al contribuyente
- Gestión de la ejecución de la deuda
- Gestión de la política y la capacitación del personal
- Gestión de la seguridad financiera y económica
- Oficina     de asuntos jurídicos
- Departamento     de impuestos especiales
- Departamento de investigación previa de delitos fiscales del Ministerio     de impuestos
- Departamento de Auditoría Fiscal del Ministerio de impuestos
- Departamento de impuestos de la ciudad de Bakú
- 1 oficina funcional del Departamento de impuestos de la ciudad de Bakú
- 2ª oficina funcional del Departamento de impuestos de la ciudad de     Bakú
- 3ª oficina funcional del     Departamento de impuestos de la ciudad de Bakú
- Centro de instrucción